# Dictyopharidae
Famille
Les Dictyopharidae sont une famille d'insectes de l'ordre des hémiptères et de la super-famille des Fulgoroidea.

## Répartition
Les espèces de Dictyopharidae sont largement répandues dans la plupart des régions du monde et en particulier dans les régions tropicales et subtropicales comme en Amérique du Sud, en Orient et en Asie du Sud et du Sud-Est,. 

## Description
La famille des Dictyopharidae est une famille modérément grande de Fulgoromorpha dont les membres peuvent être reconnus par leur tête variablement allongée antérieurement,.

## Alimentation
Les membres de cette famille se nourrissent principalement de monocotylédones. Quelques-uns sont des ravageurs agricoles majeurs des Poaceae (graminées), comme le riz, le maïs et la canne à sucre,.

## Systématique
Initialement orthographiée Dyctiophoroïdes par Massimiliano Spinola en 1839, Carl Stål renomme cette "famille", Dictyopharida en 1866 en référence au genre Dictyophara Germar, 1833.
Contenant plus de 720 espèces décrites dans 155 genres, cette famille est traditionnellement séparée en deux sous-familles, les Dictyopharinae et les Orgeriinae.
Il a noter que, comme dans de nombreux autres groupes de Fulgoromorpha, un grand nombre de genres et de taxons supérieurs de cette famille n'ont toujours pas fait l'objet d'études de révision standard et leur monophilie n'a jamais été testée cladistiquement,. 

## Liste des genres
La famille des Dictyopharidae contient plus de 745 espèces appartenant à plus de 160 genres. 
Liste (incomplète) des genres:
- Sous-famille Dictyopharinae Spinola, 1839
  - Tribu Aluntiini Emeljanov, 1979
    - Genre Aluntia Stål, 1866  genre type
    - Genre Dendrophora Melichar, 1903
    - Genre Dictyomorpha Melichar, 1912
    - Genre Indodictyophara Liang & Song, 2012
    - Genre Madagascaritia Song & Liang, 2016

  - Tribu Arjunini Song & Szwedo, 2016
    - Genre Arjuna Muir, 1934  genre type
    - Genre Pippax Emeljanov, 2008

  - Tribu Capenini Emeljanov, 1969
    - Genre Capena Stål, 1866  genre type
    - Genre Diasphax Fennah, 1962
    - Genre Menenches Fennah, 1962

  - Tribu Cleotychini Emeljanov, 1997
    - Genre Cleotyche Emeljanov, 1997  genre type

  - Tribu Dictyopharini Spinola, 1839
    - Genre Aethiocera Emeljanov, 2008
    - Genre Afronersia Fennah, 1958
    - Genre Aselgeia Walker, 1851
    - Genre Avephora Bierman, 1910
    - Genre Callodictya Melichar, 1912
    - Genre Carphotoma Emeljanov, 2008
    - Genre Chiltana Shakila & Akbar, 1995
    - Genre Cormophana Emeljanov, 2011
    - Genre Daploce Emeljanov, 2008
    - Genre Dictyohimalaya Song & Liang, 2020
    - Genre Dictyophara Germar, 1833  genre type
    - Genre Doryphorina Melichar, 1912
    - Genre Emeljanovina Xing & Chen, 2013
    - Genre Engela Distant, 1906
    - Genre Gilgitia Shakila, 1991
    - Genre Indrival Fennah, 1978
    - Genre Mathetris Emeljanov, 2011
    - Genre Neodictya Synave, 1965
    - Genre Neodictyophara Distant, 1910
    - Genre Neomiasa Fennah, 1947
    - Genre Paradictya Melichar, 1912
    - Genre Paradictyopharina Song & Liang, 2011
    - Genre Paranagnia Melichar, 1912
    - Genre Philotheria Melichar, 1912
    - Genre Pseudophanella Fennah, 1958
    - Genre Putala Melichar, 1903
    - Genre Raivuna Fennah, 1978
    - Genre Raphiophora Schaum, 1851
    - Genre Rhaba Distant, 1906
    - Genre Sinodictya Matsumura, 1940
    - Genre Tenguella Matsumura, 1910
    - Genre Tupala Stroinski & Szwedo, 2015
    - Genre Tylacra Emeljanov, 2008
    - Genre Zaputala Emeljanov, 2008
    - Genre Zedochir Fennah, 1978

  - Tribu Hastini Emeljanov, 1983
    - Genre Anasta Emeljanov, 2008
    - Genre Articrius Emeljanov, 2008
    - Genre Dorimargus Melichar, 1912
    - Genre Eudictya Melichar, 1912
    - Genre Hasta Melichar, 1912  genre type
    - Genre Thanatodictya Kirkaldy, 1906

  - Tribu Lappidini Emeljanov, 1983
    - Genre Hydriena Melichar, 1912
    - Genre Igava Melichar, 1912
    - Genre Lappida Amyot & Audinet-Serville, 1843  genre type
    - Genre Toropa Melichar, 1912

  - Tribu Nersiini Emeljanov, 1983
    - Genre Coronersia Emeljanov, 2011
    - Genre Crocodictya Emeljanov, 2008
    - Genre Deltoplana Emeljanov, 2011
    - Genre Dictyopharoides Fowler, 1900
    - Genre Digitocrista Fennah, 1944
    - Genre Hyalodictyon Fennah, 1944
    - Genre Malogava Emeljanov, 2008
    - Genre Megadictya Melichar, 1912
    - Genre Melicharoptera Metcalf, 1938
    - Genre Mitrops Fennah, 1944
    - Genre Neonotostrophia Xing & Chen, 2013
    - Genre Neoterpe Emeljanov, 2011
    - Genre Nersia Stål, 1862  genre type
    - Genre Nersiella Emeljanov, 2008
    - Genre Parahasta Melichar, 1912
    - Genre Paralappida Melichar, 1912
    - Genre Pharodictyon Fennah, 1944
    - Genre Plegmatoptera Spinola, 1839
    - Genre Pteroplegma Melichar, 1912
    - Genre Pukuakanga Baptista, Serrão & Da-Silva, 2010
    - Genre Retiala Fennah, 1944
    - Genre Rhynchomitra Fennah, 1944
    - Genre Sicoris Stål, 1866
    - Genre Trigava O'Brien, 1999
    - Genre Trimedia Fennah, 1944
    - Genre Xenochasma Emeljanov, 2011

  - Tribu † Netutelini Emeljanov, 1983
    - Genre † Netutela Emeljanov, 1983

  - Tribu Orthopagini Emeljanov, 1983
    - Genre † Alicodoxa Emeljanov & Shcherbakov, 2011
    - Genre † Bathymyza Emeljanov & Shcherbakov, 2020
    - Genre Centromeria Stål, 1870
    - Genre Centromeriana Melichar, 1912
    - Genre Dictyomeria Song, Webb & Liang, 2016
    - Genre Dictyopharina Melichar, 1903
    - Genre Dictyotenguna Song & Liang, 2012
    - Genre Ellipoma Emeljanov, 2008
    - Genre Fernandea Melichar, 1912
    - Genre Indomiasa Song, Webb & Liang, 2014
    - Genre Leprota Melichar, 1912
    - Genre Litocras Emeljanov, 2008
    - Genre Macronaso Synave, 1960
    - Genre Medeusa Emeljanov, 2011
    - Genre Metaurus Stål, 1866
    - Genre Miasa Distant, 1906
    - Genre Neonersia Song & Deckert, 2019
    - Genre Nesolyncides Fennah, 1958
    - Genre Orthopagus Uhler, 1896  genre type
    - Genre Phaenodictyon Fennah, 1958
    - Genre Protolepta Melichar, 1912
    - Genre Saigona Matsumura, 1910
    - Genre Tenguna Matsumura, 1910
    - Genre Truncatomeria Song & Liang, 2011

  - Tribu Phylloscelini Emeljanov, 1983
    - Genre Phylloscelis Germar, 1839  genre type

  - Tribu Rancodini Emeljanov, 2014
    - Genre Rancoda Emeljanov, 2014  genre type

  - Tribu Scoloptini Emeljanov, 1983
    - Genre Scolops Schaum, 1850  genre type

  - Tribu Taosini Emeljanov, 1983
    - Genre Brachytaosa Muir, 1931
    - Genre Cuernavaca Kirkaldy, 1913
    - Genre Netaosa Emeljanov, 2011
    - Genre Phormotegus Emeljanov, 2010
    - Genre Sicorisia Melichar, 1912
    - Genre Taosa Distant, 1906  genre type

  - Tribu † Worskaitini Szwedo, 2008
    - Genre † Worskaito Szwedo, 2008

  - Genres incertae sedis
    - Genre Chondrodire Emeljanov, 2011 incertae sedis
    - Genre Chondrophana Emeljanov, 2015 incertae sedis
    - Genre Mahanorona Distant, 1909 incertae sedis
    - Genre Viridophara Shakila, 1984 incertae sedis
- Sous-famille Orgeriinae Fieber, 1872
  - Tribu Almanini Kusnezov, 1936
    - Genre Almana Stål, 1861  genre type
    - Genre Bursinia Costa, 1862
    - Genre Cnodalum Emeljanov, 1978
    - Genre Coppa Emeljanov, 1969
    - Genre Coppidius Emeljanov, 1969
    - Genre Haumavarga Oshanin, 1908
    - Genre Iphicara Emeljanov, 1978
    - Genre Mesorgerius Kusnezov, 1933
    - Genre Nymphorgerius Oshanin, 1913
    - Genre Orgamarella Emeljanov, 1969
    - Genre Parorgerioides de Bergevin, 1928
    - Genre Scirtophaca Emeljanov, 1969
    - Genre Sphenarchus Emeljanov, 2003
    - Genre Tachorga Emeljanov, 1969
    - Genre Tigrahauda Oshanin, 1908
    - Genre Tilimontia Emeljanov, 1969

  - Tribu Colobocini Emeljanov, 1969
    - Genre Colobocus Emeljanov, 1969  genre type

  - Tribu Orgeriini Fieber, 1872
  - Sous-tribu Orgeriina Fieber, 1872
    - Genre Acinaca Ball & Hartzell, 1922
    - Genre Almanetta Emeljanov, 1999
    - Genre Aridia Ball & Hartzell, 1922
    - Genre Austrorgerius Woodward, 1960
    - Genre Deserta Ball & Hartzell, 1922
    - Genre Orgamara Ball, 1909
    - Genre Orgerius Stål, 1859  genre type
    - Genre Ticida Uhler, 1891
    - Genre Ticrania Emeljanov, 2006
    - Genre Timonidia Ball & Hartzell, 1922
    - Genre Yucanda Ball & Hartzell, 1922

  - Sous-tribu Ototettigina Emeljanov, 1969
    - Genre Kumlika Oshanin, 1913
    - Genre Ototettix Oshanin, 1913  genre type

  - Tribu Ranissini Emeljanov, 1969
    - Genre Elysiaca Emeljanov, 1969
    - Genre Parorgerius Melichar, 1912
    - Genre Phyllorgerius Kusnezov, 1928
    - Genre Ranissus Fieber, 1866  genre type
    - Genre Sphenocratus Horváth, 1910
- Genres non classés dans les sous-familles précédentes
  -     - Genre Mitropodes Baptista, Ferreira & Da-Silva, 2006
    - Genre Mozzela Baptista, Ferreira & Da-Silva, 2006
- Genres incertae sedis
  -     - Genre † Florissantia Scudder, 1890
    - Genre † Limfjordia Willman, 1977

### Famille similaire
Il est largement admis que cette famille est un clade frère de la famille des Fulgoridae dans les hypothèses de phylogénie des Fulgoromorpha basées sur des caractères morphologiques ou des données de séquence d'ADN.

### Publication originale
- Spinola, M. 1839. Essai sur les Fulgorelles, sous-tribu de la tribu des Cicadaires, ordre des Rhyngotes. Annales de la Société Entomologique de France. Paris 8: 133-337 [202,283]. (BHL)